# 西澤代志也
西澤 代志也（にしざわ よしや、1987年6月13日 - ）は、埼玉県所沢市出身の元プロサッカー選手、農家。現役時代のポジションはディフェンダー（サイドバック）。

## 経歴
浦和レッズユース出身。2005年8月に二種登録選手として登録される。2006年に、堤俊輔らと、トップ昇格。また、元日本代表の宇賀神友弥もユース時代の同期。
プロ入り後は、苦難の連続だった。2006年、2007年の公式戦未出場。2008年は3月23日のナビスコカップ第2節 対京都サンガF.C.戦で公式戦デビューを果たした。だが、僅か3試合出場と、3年間で公式戦出場が36分。4年目の2009年には、本職の右サイドバックとして出場した。5月30日のナビスコカップ第4節 対アルビレックス新潟戦でプロ初得点を挙げた。6月27日のJ1第15節 対ヴィッセル神戸戦で87分に山田直輝と交代で出場。これがリーグ初出場となった。7月11日のJ1第17節 対サンフレッチェ広島戦で、元日本代表DF坪井慶介に代わり、スタメン発表後に、先発出場（右サイドバックの山田暢久がセンターバックに移り、西澤が右サイドバックに入った）。
2011年、栃木SCへ完全移籍。
2019年、沖縄SVへ完全移籍、沖縄SVサッカースクールのコーチを兼任した。2021年シーズン限りをもって引退し、沖縄SVサッカースクールのコーチも退任した。
引退後は農家に転身し、栃木県宇都宮市でとうもろこしを栽培している。

## エピソード
- 少年時代に世話になっていたアルドール狭山FCの非公式試合に、助っ人として参戦。
- 2007年のACL決勝1stレグで、イランへの遠征メンバーに選ばれた際、直前に行われたサテライトの試合で「ゴールを決められなかったら髪を切る」と言ってゴールを決められず、遠征中にポンテにより、丸ぼうずにチェンジ。
- 2012年12月26日に開催された、「日本プロサッカー選手会 チャリティーサッカー2012 チャリティーマッチ（元東北ドリームスvs 元JAPANスターズ）」に元JAPANスターズの選手として出場した[8]。
- 引退後は実家の郵便局の経営を打診されていたが、それを断り農家に転身した[6]。

## 所属クラブ
ユース経歴
- 1994年 - 1999年 入間高倉イレブンSC
- 2000年 - 2002年 狭山JrユースFC
- 2003年 - 2005年 浦和レッズユース

プロ経歴
- 2006年 - 2010年 浦和レッドダイヤモンズ
  - 2010年7月 - 同年12月 ザスパ草津 (期限付き移籍)
- 2011年 - 2018年 栃木SC
- 2019年 - 2021年 沖縄SV

## 個人成績
| 国内大会個人成績 | 国内大会個人成績 | 国内大会個人成績 | 国内大会個人成績 | 国内大会個人成績 | 国内大会個人成績 | 国内大会個人成績 | 国内大会個人成績 | 国内大会個人成績 | 国内大会個人成績 | 国内大会個人成績 | 国内大会個人成績 |
| 年度             | クラブ           | 背番号           | リーグ           | リーグ戦         | リーグ戦         | リーグ杯         | リーグ杯         | オープン杯       | オープン杯       | 期間通算         | 期間通算         |
| 年度             | クラブ           | 背番号           | リーグ           | 出場             | 得点             | 出場             | 得点             | 出場             | 得点             | 出場             | 得点             |
| 日本             | 日本             | 日本             | 日本             | リーグ戦         | リーグ戦         | リーグ杯         | リーグ杯         | 天皇杯           | 天皇杯           | 期間通算         | 期間通算         |
| ---------------- | ---------------- | ---------------- | ---------------- | ---------------- | ---------------- | ---------------- | ---------------- | ---------------- | ---------------- | ---------------- | ---------------- |
| 2006             | 浦和             | 35               | J1               | 0                | 0                | 0                | 0                | 0                | 0                | 0                | 0                |
| 2007             | 浦和             | 27               | J1               | 0                | 0                | 0                | 0                | 0                | 0                | 0                | 0                |
| 2008             | 浦和             | 27               | J1               | 0                | 0                | 2                | 0                | 1                | 0                | 3                | 0                |
| 2009             | 浦和             | 27               | J1               | 7                | 0                | 7                | 1                | 0                | 0                | 14               | 1                |
| 2010             | 浦和             | 27               | J1               | 0                | 0                | 0                | 0                | -                | -                | 0                | 0                |
| 2010             | 草津             | 34               | J2               | 17               | 0                | -                | -                | 1                | 0                | 18               | 0                |
| 2011             | 栃木             | 2                | J2               | 15               | 0                | -                | -                | 0                | 0                | 15               | 0                |
| 2012             | 栃木             | 2                | J2               | 9                | 0                | -                | -                | 0                | 0                | 9                | 0                |
| 2013             | 栃木             | 2                | J2               | 12               | 0                | -                | -                | 0                | 0                | 12               | 0                |
| 2014             | 栃木             | 2                | J2               | 27               | 0                | -                | -                | 0                | 0                | 27               | 0                |
| 2015             | 栃木             | 2                | J2               | 8                | 0                | -                | -                | 0                | 0                | 8                | 0                |
| 2016             | 栃木             | 2                | J3               | 23               | 1                | -                | -                | -                | -                | 23               | 1                |
| 2017             | 栃木             | 2                | J3               | 20               | 0                | -                | -                | -                | -                | 20               | 0                |
| 2018             | 栃木             | 2                | J2               | 11               | 0                | -                | -                | 0                | 0                | 11               | 0                |
| 2019             | 沖縄SV           | 13               | 九州             | 15               | 2                | -                | -                | 2                | 0                | 17               | 2                |
| 2020             | 沖縄SV           | 13               | 九州             | 0                | 0                | -                | -                | 0                | 0                | 0                | 0                |
| 2021             | 沖縄SV           | 13               | 九州             | 13               | 1                | -                | -                | 1                | 0                | 14               | 1                |
| 通算             | 日本             | 日本             | J1               | 7                | 0                | 9                | 1                | 1                | 0                | 17               | 1                |
| 通算             | 日本             | 日本             | J2               | 99               | 0                | -                | -                | 1                | 0                | 100              | 0                |
| 通算             | 日本             | 日本             | J3               | 43               | 1                | -                | -                | -                | -                | 43               | 1                |
| 通算             | 日本             | 日本             | 九州             | 28               | 3                | -                | -                | 3                | 0                | 31               | 3                |
| 総通算           | 総通算           | 総通算           | 総通算           | 177              | 4                | 9                | 1                | 5                | 0                | 191              | 5                |

- 2005年はユース所属

その他の公式戦
- 2016年
  - J2・J3入れ替え戦 1試合0得点

### 出場歴
- 公式戦初ベンチ： 2006年5月14日 ナビスコカップ第4節 vs横浜F・マリノス戦 (日産スタジアム)
- 公式戦初出場： 2008年3月23日 ナビスコカップ第2節 vs京都サンガF.C.戦 (西京極競技場)
- 公式戦初得点： 2009年5月30日 ナビスコカップ第4節 vsアルビレックス新潟戦 (埼玉スタジアム)
- Jリーグ初ベンチ： 2006年7月26日 J1第15節 vs大分トリニータ戦 (駒場スタジアム)
- Jリーグ初出場： 2009年6月27日 J1第15節 vsヴィッセル神戸戦 (駒場スタジアム)
- Jリーグ初得点：